# 31e cérémonie des David di Donatello
La 31e cérémonie des David di Donatello s'est déroulée le 20 juin 1986 au Capitole. 

## Palmarès
- Meilleur film :
  - Pourvu que ce soit une fille
  - Ginger et Fred
  - La messe est finie

- Meilleur réalisateur :
  - Mario Monicelli pour Pourvu que ce soit une fille
  - Federico Fellini pour Ginger et Fred
  - Nanni Moretti pour La messe est finie

- Meilleur réalisateur débutant :
  - Enrico Montesano pour A me mi piace
  - Amanzio Todini pour Le Pigeon vingt ans après
  - Valerio Zecca pour Chi mi aiuta?

- Meilleur scénariste :
  - Leonardo Benvenuti, Suso Cecchi D'Amico, Piero De Bernardi, Mario Monicelli et Tullio Pinelli pour Pourvu que ce soit une fille
  - Federico Fellini, Tonino Guerra et Tullio Pinelli pour Ginger et Fred
  - Nanni Moretti et Sandro Petraglia pour La messe est finie

- Meilleur producteur :
  - Giovanni Di Clemente pour Pourvu que ce soit une fille
  - Alberto Grimaldi pour Ginger et Fred
  - Achille Manzotti pour La messe est finie

- Meilleure actrice :
  - Ángela Molina pour Camorra
  - Giulietta Masina pour Ginger et Fred
  - Liv Ullmann pour Pourvu que ce soit une fille

- Meilleur acteur :
  - Marcello Mastroianni pour Ginger et Fred
  - Nanni Moretti pour La messe est finie
  - Francesco Nuti pour Tutta colpa del paradiso

- Meilleure actrice dans un second rôle :
  - Athina Cenci pour Pourvu que ce soit une fille
  - Stefania Sandrelli pour Pourvu que ce soit une fille
  - Isa Danieli pour Camorra

- Meilleur acteur dans un second rôle :
  - Bernard Blier pour Pourvu que ce soit une fille
  - Ferruccio De Ceresa pour La messe est finie
  - Franco Fabrizi pour Ginger et Fred
  - Philippe Noiret pour Pourvu que ce soit une fille

- Meilleur directeur de la photographie :
  - Giuseppe Lanci pour Camorra
  - Tonino Delli Colli et Ennio Guarnieri pour Ginger et Fred
  - Dante Spinotti pour Berlin Affair

- Meilleur musicien :
  - Riz Ortolani pour Festa di laurea ex æquo avec :
  - Nicola Piovani pour Ginger et Fred
  - Armando Trovajoli pour Macaroni

- Meilleur décorateur :
  - Enrico Job pour Camorra
  - Dante Ferretti pour Ginger et Fred
  - Luciano Ricceri pour Berlin Affair

- Meilleur créateur de costumes :
  - Danilo Donati pour Ginger et Fred
  - Gino Persico pour Camorra
  - Aldo Buti pour La Vénitienne

- Meilleur monteur :
  - Ruggero Mastroianni pour Pourvu que ce soit une fille
  - Nino Baragli, Ugo De Rossi et Ruggero Mastroianni pour Ginger et Fred
  - Luigi Zita pour Camorra

- Meilleur film étranger :
  - Out of Africa
  - Les Cœurs captifs
  - Ran

- Meilleur réalisateur étranger :
  - Akira Kurosawa pour Ran
  - John Huston pour L'Honneur des Prizzi
  - Emir Kusturica pour Papa est en voyage d'affaires
  - Sydney Pollack pour Out of Africa

- Meilleur scénariste étranger :
  - Robert Zemeckis et Bob Gale pour Retour vers le futur
  - Kurt Luedtke pour Out of Africa
  - Richard Condon et Janet Roach pour L'Honneur des Prizzi

- Meilleur producteur étranger :
  - Steven Spielberg pour Retour vers le futur
  - John Foreman pour L'Honneur des Prizzi
  - Masato Hara et Serge Silberman pour Ran
  - Sydney Pollack pour Out of Africa

- Meilleure actrice étrangère :
  - Meryl Streep pour Out of Africa
  - Miranda Richardson pour Un crime pour un passion
  - Phyllis Logan pour Les Cœurs captifs

- Meilleur acteur étranger :
  - William Hurt pour Le Baiser de la femme araignée
  - Robert Redford pour Out of Africa
  - Jack Nicholson pour L'Honneur des Prizzi

- Premio Alitalia
  - Nanni Moretti

- David Luchino Visconti
  - Ingmar Bergman
  - Suso Cecchi D'Amico
  - Giuseppe Rotunno

- David René Clair :
  - Federico Fellini

- David Special :
  - Francesco Cossiga
  - Giulietta Masina
  - Nicola Signorello

- Médaille d'or de la ville de Rome :
  - Federico Fellini
  - Gina Lollobrigida
  - Marcello Mastroianni
  - Mariangela Melato
  - Nanni Moretti
  - Francesco Nuti
  - Ettore Scola